# Oligota hudsoni
Oligota hudsoni – gatunek chrząszczy z rodziny kusakowatych i podrodziny Aleocharinae.
Gatunek ten opisany został w 1945 roku przez Malcolma Camerona jako Paroligota zealandica, jednak nazwa ta była już zajęta, w związku z czym nowy epitet gatunkowy nadał mu w 1976 roku S.A. Williams, przenosząc go również do rodzaju Oligota
Chrząszcz o ciele długości 1,3 mm i szerokości 0,65 mm, ubarwionym rudo ze smolistymi tergitami, z wyjątkiem tylnej połowy siódmego. Czułki są ciemnobrązowe z żółtawymi dwoma początkowymi członami. Głaszczki szczękowe są dwubarwne: przedostatni człon jest smolisty, a pozostałe rudobrązowe. Na głowie brak jest wcisków. Punktowanie głowy, przedplecza i pokryw jest delikatne. Tylne skrzydła po rozłożeniu sięgają szczytu odwłoka. Odwłok ma na całej długości zaokrąglone boki. Powierzchnię tergitów zdobią drobne guzki, a tych od czwartego do szóstego także krótkie żeberka. Piąty tergit jest mniej więcej tak długi jak szósty. U samca środkowy płat edeagusa jest krótki i zakrzywiony na szczycie.
Owad endemiczny dla Nowej Zelandii.